# پیدمونت ایرلاینز
پیدمونت ایرلاینز (به انگلیسی: Piedmont Airlines) یک شرکت هواپیمایی با کد یاتا PT است که در تاریخ ۱۹۶۲ میلادی تأسیس شده است. دفتر مرکزی پیدمونت ایرلاینز در سالزبری، مریلند، مریلند واقع شده‌است و به ۴۷ مقصد، پرواز مستقیم انجام می‌دهد.